# Harry d'Abbadie d'Arrast
Harry d'Abbadie d'Arrast (Buenos Aires, 6 de mayo de 1897-Montecarlo, 17 de marzo de 1968) fue un director y guionista argentino. Fue nominado a los Premios Óscar de 1931 en la ahora extinta categoría de mejor argumento por la película Laughter. Su nominación fue compartida con los estadounidenses Donald Ogden Stewart y Douglas Z. Doty.

## Biografía
Hijo de una familia de la aristocracia vasca con casa solar en Iparralde, Harry nació en Buenos Aires pero siendo joven fue a París para estudiar arquitectura. Tras combatir en la I Guerra Mundial marchó a Hollywood donde conoció a Charles Chaplin, que le contrató como asesor técnico de Una mujer de París (1923) y de La quimera del oro.
Adolphe Menjou le presentó a los directivos de la Paramount, donde entre 1927 y 1933 dirigiría varias comedias que Ernst Lubitsch consideraba «entre las más deliciosas de la historia del cine». Sucedió en España (La traviesa molinera) está considerada como una de las principales producciones de tiempos de la II República.

## Obras

### Filmografía como director
- The Gold Rush (1925) (asistente de dirección, sin acreditar)
- A Gentleman of Paris (1927)
- Serenade (1927)
- Service for Ladies (1927)
- Alas (1927) (sin acreditar)
- Dry Martini (1928)
- The Magnificent Flirt (1928)
- Laughter (1930)
- Raffles (1930) (sin acreditar - era el director y le despidieron)
- Topaze (1933)
- La traviesa molinera (1934)
- El sombrero de tres picos (1935)

### Como guionista
- The Magnificent Flirt (1928)
- Laughter (1930)
- Die Männer um Lucie (1931)
- Lo mejor es reír (1931)
- Rive gauche (1931)
- It Happened in Spain (1934)

## Premios y distinciones
Premios Óscar
| Año  | Categoría       | Película | Resultado |
| ---- | --------------- | -------- | --------- |
| 1931 | Mejor argumento | Laughter | Nominado  |